# Aristide de Bardonnèche
Aristide de Bardonnèche (9 février 1886, Vallouise - 8 septembre 1957, Veynes), est un homme politique français.

## Biographie
En 1933, il est élu conseiller d'arrondissement, puis conseiller général du canton de l'Argentière en 1936.
Il est alors désigné comme maire de l'Argentière-la-Bessée et confirmé dans ces fonctions par les électeurs, qui le reconduisent également au conseil général, où il préside la Commission départementale. Il est reconduit dans ses mandats locaux jusqu'à sa mort.
Élu conseiller de la République du département des Hautes-Alpes le 7 novembre 1948, il est réélu sénateur en 1955.